# Épreuve 6 de Sheffield de snooker 2010
L'Épreuve 6 de Sheffield 2010 est un tournoi de snooker classé mineur, qui s'est déroulé du 14 au 17 octobre 2010 à la World Snooker Academy de Sheffield en Angleterre.

## Déroulement
Il s'agit de la huitième épreuve du championnat européen des joueurs, une série de tournois disputés en Angleterre (7 épreuves) et en Europe continentale (5 épreuves), lors desquels les joueurs doivent accumuler des points afin de se qualifier pour la grande finale à Dublin.
Le tournoi fait partie des six épreuves tenues en Angleterre à Sheffield.
L'événement compte un total de 160 participants dont 128 ont atteint le tableau final. Le vainqueur remporte une prime de 10 000 £.
Le tournoi est remporté par Dominic Dale qui bat Martin Gould sur le score de 4 manches à 3 en finale. Gould semble pourtant en avoir fait assez pour remporter le tournoi avec un break de 69 points lors de la manche décisive, mais Dale obtient quatre snookers et remporte la partie sur la dernière bille noire.

## Dotation
La répartition des prix est la suivante :
- Vainqueur : 10 000 £
- Finaliste : 5 000 £
- Demi-finaliste : 2 500 £
- Quart de finaliste : 1 500 £
- 8èmes de finale : 1 000 £
- 16èmes de finale : 600 £
- Deuxième tour : 200 £
- Dotation totale : 50 000 £

## Phases finales
|  | Quarts de finale au meilleur des 7 manches | Quarts de finale au meilleur des 7 manches | Quarts de finale au meilleur des 7 manches |              |              | Demi-finales au meilleur des 7 manches | Demi-finales au meilleur des 7 manches | Demi-finales au meilleur des 7 manches |  |  | Finale au meilleur des 7 manches | Finale au meilleur des 7 manches | Finale au meilleur des 7 manches |
|  |                                            |                                            |                                            |              |              |                                        |                                        |                                        |  |  |                                  |                                  |                                  |
|  |                                            | Stuart Bingham                             | 2                                          |              |              |                                        |                                        |                                        |  |  |                                  |                                  |                                  |
|  |                                            | Martin Gould                               | 4                                          |              |              |                                        |                                        |                                        |  |  |                                  |                                  |                                  |
|  |                                            | Martin Gould                               | 4                                          |              | Martin Gould | 4                                      |                                        |                                        |  |  |                                  |                                  |                                  |
|  |                                            |                                            |                                            |              | Martin Gould | 4                                      |                                        |                                        |  |  |                                  |                                  |                                  |
|  |                                            |                                            | Marcus Campbell                            | 1            |              |                                        |                                        |                                        |  |  |                                  |                                  |                                  |
|  |                                            | Ian McCulloch                              | Marcus Campbell                            | 1            | 1            |                                        |                                        |                                        |  |  |                                  |                                  |                                  |
|  |                                            | Ian McCulloch                              |                                            |              | 1            |                                        |                                        |                                        |  |  |                                  |                                  |                                  |
|  |                                            | Marcus Campbell                            | 4                                          |              |              |                                        |                                        |                                        |  |  |                                  |                                  |                                  |
|  |                                            |                                            |                                            |              |              |                                        |                                        |                                        |  |  |                                  | Martin Gould                     | 3                                |
|  |                                            |                                            |                                            | Dominic Dale | 4            |                                        |                                        |                                        |  |  |                                  |                                  |                                  |
|  |                                            | Mark Selby                                 | 3                                          |              |              |                                        |                                        |                                        |  |  |                                  |                                  |                                  |
|  |                                            | Dominic Dale                               | 4                                          |              |              |                                        |                                        |                                        |  |  |                                  |                                  |                                  |
|  |                                            | Dominic Dale                               | 4                                          |              | Dominic Dale | 4                                      |                                        |                                        |  |  |                                  |                                  |                                  |
|  |                                            |                                            |                                            |              | Dominic Dale | 4                                      |                                        |                                        |  |  |                                  |                                  |                                  |
|  |                                            |                                            | Liang Wenbo                                | 1            |              |                                        |                                        |                                        |  |  |                                  |                                  |                                  |
|  |                                            | Liang Wenbo                                | Liang Wenbo                                | 1            | 4            |                                        |                                        |                                        |  |  |                                  |                                  |                                  |
|  |                                            | Liang Wenbo                                |                                            |              | 4            |                                        |                                        |                                        |  |  |                                  |                                  |                                  |
|  |                                            | Jimmy White                                | 3                                          |              |              |                                        |                                        |                                        |  |  |                                  |                                  |                                  |

## Finale
| Finale au meilleur des 7 manches Arbitre : ???      |                          |                             |
| Martin Gould Angleterre                             | 3 - 4 ( - )              | Dominic Dale Pays de Galles |
| 0 69                                                | Centuries Meilleur break | 0 ???                       |
| Dominic Dale remporte l'Épreuve 6 de Sheffield 2010 |                          |                             |